# Legalisering van drugs

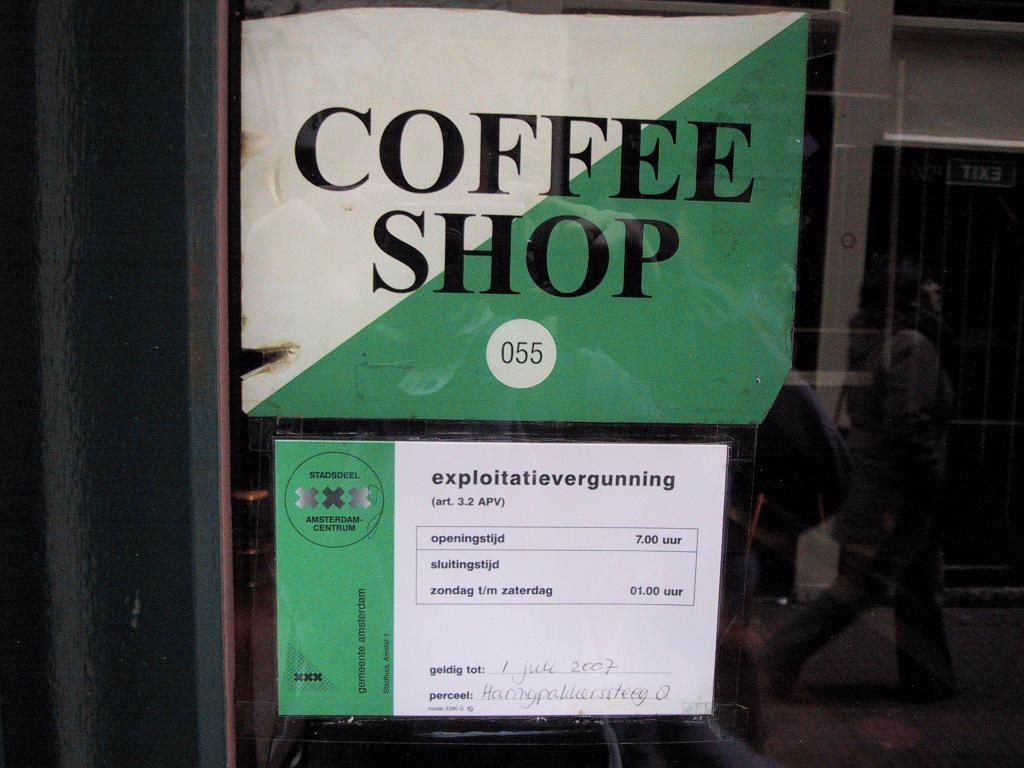
Licentie voor een coffee shop in Amsterdam

De liberalisering van drugs is een proces van drugsbeleid waarbij het gebruik of de verkoop van verboden drugs wordt gedecriminaliseerd of gelegaliseerd. Varianten van de liberalisering van drugs zijn onder meer: legalisering van drugs, herlegalisering van drugs en decriminalisering van drugs. Voorstanders van drugsliberalisering willen vaak (varianten op) een regulerend regime voor de productie, marketing en distributie van sommige of alle momenteel illegale drugs, op een manier die analoog is aan die voor alcohol, cafeïne en tabak.

## Termen
Wat betreft drugsliberalisering zijn er in hoofdlijnen twee mogelijke maatregelen: de legalisering van drugs (of herlegalisering) en de decriminalisering van drugs. Het Europees Waarnemingscentrum voor Drugs en Drugsverslaving (EMCDDA) definieert decriminalisering als het verwijderen van een gedraging of activiteit uit de sfeer van het strafrecht; depenalisering betekent slechts een versoepeling van de door de wet opgelegde strafsancties. Decriminalisering is doorgaans van toepassing op misdrijven die verband houden met drugsgebruik, waarbij druggebruik geen sancties met zich meebrengt. Depenalisering bestaat doorgaans uit persoonlijke consumptie en kleinschalige handel en betekent doorgaans de afschaffing of vermindering van straffen, maar het gedrag of de activiteit blijft nog steeds een strafbaar feit. De term legalisatie verwijst naar het verwijderen van alle drugsgerelateerde misdrijven uit het strafrecht: gebruik, bezit, teelt, productie, handel, etc.
Schadebeperking verwijst naar een reeks volksgezondheidsbeleidsmaatregelen die zijn ontworpen om de schadelijke gevolgen van recreatief drugsgebruik en andere activiteiten met een hoog risico te verminderen.

## Geschiedenis

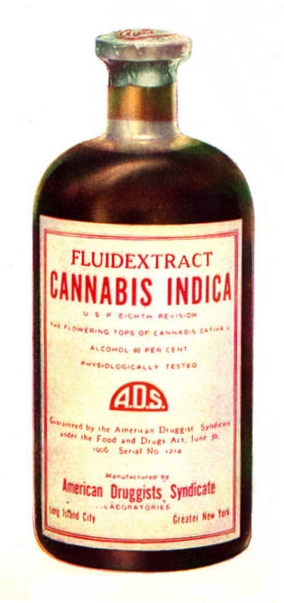
Vóór het verbod in de VS en Groot-Brittannië was cannabis er in allerlei vormen vrij verkrijgbaar.

De Britten trokken in de 19e eeuw ten oorlog met China in wat bekend werd als de Eerste en Tweede Opiumoorlogen om hun waardevolle handel in verdovende middelen te beschermen. Pas in de 20e eeuw verboden Groot-Brittannië en de Verenigde Staten cannabis..
Van 1920 tot 1933 was de productie en verkoop van alcohol in de VS verboden (ook wel de periode van drooglegging genoemd). De legalisering van alcohol in 1933 leidde tot een sterke vermindering in alcoholgerelateerde criminaliteit.
Halverwege de 20e eeuw was er in de Verenigde Staten een hernieuwde golf van repressieve maatregelen tegen drugs, de zogenoemde 'War on Drugs'. Dat was een campagne met als doel het gebruik en de handel en de illegale drugsmarkt terug te dringen, evenwel zonder resultaat.

## Gevolgen
Er zijn talloze economische en sociale gevolgen van de legalisering van drugs.

### Prijzen en verbruik
Gezien het feit dat legalisering waarschijnlijk zou leiden tot een toename van het aanbod van drugs, voorspelt het standaard economische model dat de hoeveelheid geconsumeerde drugs zou stijgen en de prijzen zullen dalen. :428Andrew E. Clark, een econoom die de effecten van de legalisering van drugs heeft bestudeerd, suggereert echter dat een specifieke belasting, of zondebelasting, de toename van de consumptie zou tegengaan. :3
In de praktijk leidde bijvoorbeeld legalisering in Nederland door de verkoop van cannabis in coffeeshops doorgaans niet tot een significante toename van de consumptie.
De Hoge Raad voor de Volksgezondheid in Frankrijk stelt dat "in tegenstelling tot wat gewoonlijk wordt gezegd, wij vaststellen dat het de meest "regulerende" landen zijn die hun consumptieniveau hebben zien dalen, zoals dit in Frankrijk van 2002 tot 2011 werd waargenomen voor de meeste producten, maar ook in de Verenigde Staten", wat effect heeft op de smokkel.
Onderzoekers Emmanuelle Auriol en Pierre-Yves Geoffard stellen over het effect op het gebruik van cannabislegalisering,  dat: "sommige onderzoeken geen significante toename vinden van het gebruik, andere vinden een gericht positief effect", en in ieder geval zou de consumptie "niet toenemen onder de jongsten", of zelfs "afnemen". Ze verklaren ook dat "er geen bewijs is de legalisering van cannabis een opstap zou zijn naar harddrugs", dus dat er geen bewijs is dat er meer harddrugs zouden geconsumeerd worden bij de legalisatie van cannabis.

### Vermindering van drugsgerelateerde criminaliteit
Volgens The Wall Street Journal wordt de paradox van een drugsverbod duidelijk wanneer de staat de mensenhandel probeert te bestrijden. Hoe meer er namelijk wordt ingegrepen, hoe meer de prijzen stijgen om de risico's te compenseren. Hierdoor nemen de winsten van mensenhandelaars toe, en criminele bendes profiteren van dit repressieve beleid. Bovendien leidt een strenger optreden tot meer geweld door drugskartels. In Mexico zijn sinds de start van de antidrugscampagne in 2006 meer dan 50.000 mensen omgekomen, ondanks dat het grootste deel van de Mexicaanse drugs bestemd is voor de Amerikaanse markt.
Rechtsgeleerde Renaud Colson merkt op dat verbodsmodellen, die de verkoop en consumptie van cannabis verbieden, hun beloften niet nakomen. Deze modellen hebben geleid tot een internationale en voortdurende drugshandel met een industriële dimensie.
Verschillende studies leggen een verband tussen de legalisering van cannabisgebruik en een afname van de criminele handel rond de verkoop ervan. Onderzoekers Christian Ben Lakhdar en Pierre-Alexandre Kopp stellen in een wetenschappelijk artikel vast dat "de strijd tegen cannabiscriminaliteit het meest effectief zou zijn als criminele organisaties het object van hun handel wordt ontnomen".
Andere onderzoekers trekken dezelfde conclusies. Economen Emmanuelle Auriol en Pierre-Yves Geoffard onderzoeken in een artikel "Cannabis: hoe de controle terug te krijgen" de misdaad en het cannabisgebruik in Amerikaanse staten die zijn gelegaliseerd of gedecriminaliseerd. Deze onderzoeken tonen een daling van het geweld en de misdaad aan als gevolg van decriminaliserings- of legaliseringsmaatregelen en stellen vast dat "de legalisering van cannabis over het algemeen gepaard gaat met een daling van de misdaad". 
Een studie uitgevoerd door de Canadese overheid om de impact van de legalisatie van cannabis in 2018 te beoordelen, meldde dat 61% van de consumenten "aangaf een aankoop te hebben gedaan bij een legale winkel - een stijging ten opzichte van 53% in 2021", wat wijst op een geleidelijke afname van de aankoop van cannabis op de illegale markt. Julio Calzada Mazzei, voormalig secretaris-generaal van de Nationale Drugsraad van Uruguay, schat dat criminele organisaties die betrokken zijn bij de verkoop van cannabis elk jaar 20 miljoen dollar verliezen terwijl, terwijl de kwaliteit van de geconsumeerde cannabis verbetert. Ten slotte wordt er bij "alle landen die cannabis hebben gelegaliseerd een aanzienlijke vermindering van de zwarte markt en de misdaad die daaruit voortvloeit opgemerkt".
Voorstanders van een drugsverbod argumenteren dat veel negatieve externe effecten, of kosten voor derden, verband houden met de consumptie van illegale drugs. :2043 :183 Externe factoren zoals geweld, effecten op buurten, grotere gezondheidsrisico's en hogere gezondheidszorgkosten worden vaak in verband gebracht met de illegale drugsmarkt. :3 Tegenstanders van een drugsverbod beweren dat veel van deze externe effecten worden veroorzaakt door het huidige drugsbeleid. Zij zijn van mening dat een groot deel van het geweld dat verband houdt met de drugshandel te wijten is aan het illegale karakter van de drugshandel, waarbij er geen bemiddelende autoriteit is om geschillen vreedzaam en legaal op te lossen. :3 :177 Het illegale karakter van de markt heeft ook gevolgen voor de gezondheid van consumenten doordat het moeilijk wordt om spuiten te verkrijgen, wat vaak leidt tot het delen van naalden. :180–181 De prominente econoom Milton Friedman betoogt dat het verbod op drugs veel negatieve externe effecten met zich meebrengt, zoals een toename van het aantal opsluitingen, de onderbehandeling van chronische pijn, corruptie, disproportionele opsluiting van Afro-Amerikanen, het vergroten van de schade voor gebruikers, de vernietiging van binnensteden en schade aan het buitenland. Steven D. Levitt en Ilyana Kuziemko wijzen op de overvolle gevangenissen als een ander negatief neveneffect van de oorlog tegen drugs. Zij zijn van mening dat, door zo'n groot aantal drugsdelinquenten naar de gevangenis te sturen, de oorlog tegen drugs de beschikbare gevangenisruimte voor andere daders heeft verkleind. Dit hogere aantal opsluitingen kost de belastingbetalers niet alleen meer om in stand te houden, het kan mogelijk ook de criminaliteit vergroten door gewelddadige overtreders uit de gevangenis te verdringen en te vervangen door drugsdelinquenten. :2043
Bovendien zou de legalisering ervan de kosten verlagen van het massaal opsluiten van gemarginaliseerde gemeenschappen, die onevenredig zwaar worden getroffen. Van degenen die zijn gearresteerd wegens drugsbezit of drugsgerelateerde misdaden in de VS, is de meerderheid zwart of Spaans.

### Positieve invloed op de overheidsfinanciën
Een econoom van Harvard, Jeffrey Miron, schatte dat het beëindigen van de oorlog tegen drugs alleen al in 2010 76,8 miljard dollar in de Amerikaanse economie zou injecteren. Hij schat dat de regering 41,3 miljard dollar zou besparen op wetshandhaving en dat de regering tot 46,7 miljard dollar aan extra belastinginkomsten zou krijgen.
Sinds het begin van de oorlog tegen drugs onder president Richard Nixon is het federale budget voor drugsbestrijding gestegen van 100 miljoen dollar in 1970 naar 15,1 miljard dollar in 2010, waarbij de totale kosten over een periode van veertig jaar op bijna 1 biljoen dollar worden geschat. In dezelfde periode zijn naar schatting 37 miljoen niet-gewelddadige drugsdelinquenten opgesloten. Er werd 121 miljard dollar uitgegeven om deze daders te arresteren en 450 miljard dollar om ze op te sluiten.
In Nederland zou de legalisering van cannabis de overheid 1 miljard euro per jaar opleveren.

### Hogere kwaliteit en veiligheid van drugs op de markt
Als drugs gelegaliseerd zouden kunnen worden, zou dit het ook mogelijk maken om de kwaliteit van drugs beter te controleren. De observatie is dat illegale drugs grotere risico's voor de gezondheid van de consument met zich meebrengen. Omdat het onmogelijk is om te bepalen waar ze vandaan komen, is het niet ongebruikelijk dat de ingrediënten die gebruikt worden om illegale drugs te maken, gemengd worden met andere drugs, waarvan de oorsprong onbekend is.
Voorstanders van legalisatie, zoals Daniel Vaillant in Frankrijk, beweren dat dit de oorsprong van het geconsumeerde product zou garanderen. Als men enkel decriminalisering zou uitvoeren maar geen legalisatie, zou dit echter geen invloed hebben op de kwaliteit.
Voorstanders van legalisering argumenteren ook dat een drugsverbod de kwaliteit van de geproduceerde drugs vermindert, wat vaak leidt tot meer fysieke schade, zoals accidentele overdoses en vergiftiging, voor de drugsgebruikers. :179

### Mogelijkheid om meer in te zetten op preventie
Veel voorstellen voor drugliberalisering pleiten ook voor een grotere focus op preventie. Druglegalisatie kan namelijk een effectiever preventiebeleid mogelijk maken, omdat het de drempel om hulp te zoeken voor druggebruik verlaagt. Bovendien kunnen middelen die vrijkomen doordat er minder geld naar repressie gaat, worden ingezet voor preventieve maatregelen. 
Om echte controle te bereiken, moeten er passende mechanismen worden ingevoerd. Het rapport van de mondiale drugsbeleidscommissie genaamd "Einde Verbod" uit 2021 suggereert dat "met effectieve regelgevingsstructuren legalisering veel van de negatieve gevolgen kan verminderen die de samenleving het meest treffen, waaronder geweld, corruptie, publieke wanorde rond de distributie van drugs, verspreiding van besmettelijke ziekten, bloedvergieten gerelateerd aan het delen van naalden en de opsluiting van honderdduizenden mensen veroordeeld voor drugsdelicten." Nieuwe actoren komen naar voren om deze mensen te helpen, waaronder 'humanitaire' artsen, verenigingen van gebruikers of ex-gebruikers van drugs, apothekers, wetenschappers, enzovoort. Bovendien pleitte de Nationale AIDS-raad in 1993 voor een versterking van het beleid voor preventie en volksgezondheidsbescherming, in plaats van voortzetting van de onderdrukking van drugsgebruik. Het liberaliseren van drugs betekent niet per se een toename van het gebruik. Volgens het advies van de Nationale AIDS-raad van 8 juli 1993 kan het gedrag van gebruikers veranderen door de implementatie van verschillende ondersteunende structuren. "Als ze de middelen krijgen, kunnen drugsgebruikers actieve agenten worden in de preventie, verantwoordelijk voor hun daden en zichzelf." Bijvoorbeeld, de vrij verkrijgbare spuiten in apotheken in 1987 leidden tot veranderingen in de consumptiepraktijken van individuen. Dankzij talrijke preventiecampagnes kunnen deze gebruikers beter geïnformeerd worden en hebben ze zich tot apotheken gewend, plaatsen waar de apparatuur steriel is.
Volgens The Wall Street Journal maakt het verbieden van drugs ze juist aantrekkelijker, vooral onder jongeren. Bovendien schat de krant dat drugsverslaafden minder snel hulp zoeken bij therapie, zorg en steungroepen uit angst voor juridische gevolgen. The Wall Street Journal noemt het voorbeeld van Portugal, waar de consumptie onder jongeren is gedaald en het aantal mensen in behandeling is toegenomen na decriminalisering.
Sommige sociologen en psychologen beweren dat het wettelijke verbod vandaag de dag jongeren niet voldoende afschrikt, en dat onderwijs gericht op preventie veel effectiever is dan het wettelijke verbod.
Volgens een onderzoek van Brice De Ruyver uit 2008 blijkt dat in België 62% van de middelen van het drugsbeleid naar repressie vloeit, 34% naar hulpverlening, 3% naar preventie en ruim een halve procent naar schadebeperking. Volgens onderzoeker Tom de Corte is van repressie bewezen dat die niét werkt, en zelfs contraproductief is, terwijl van de andere strategieën geweten is dat ze wel werken.  In 2008 zetten de Belgische overheden 243 miljoen euro in voor de aanpak en afhandeling van inbreuken op de drugswetgeving.